# مذنب (قطار)

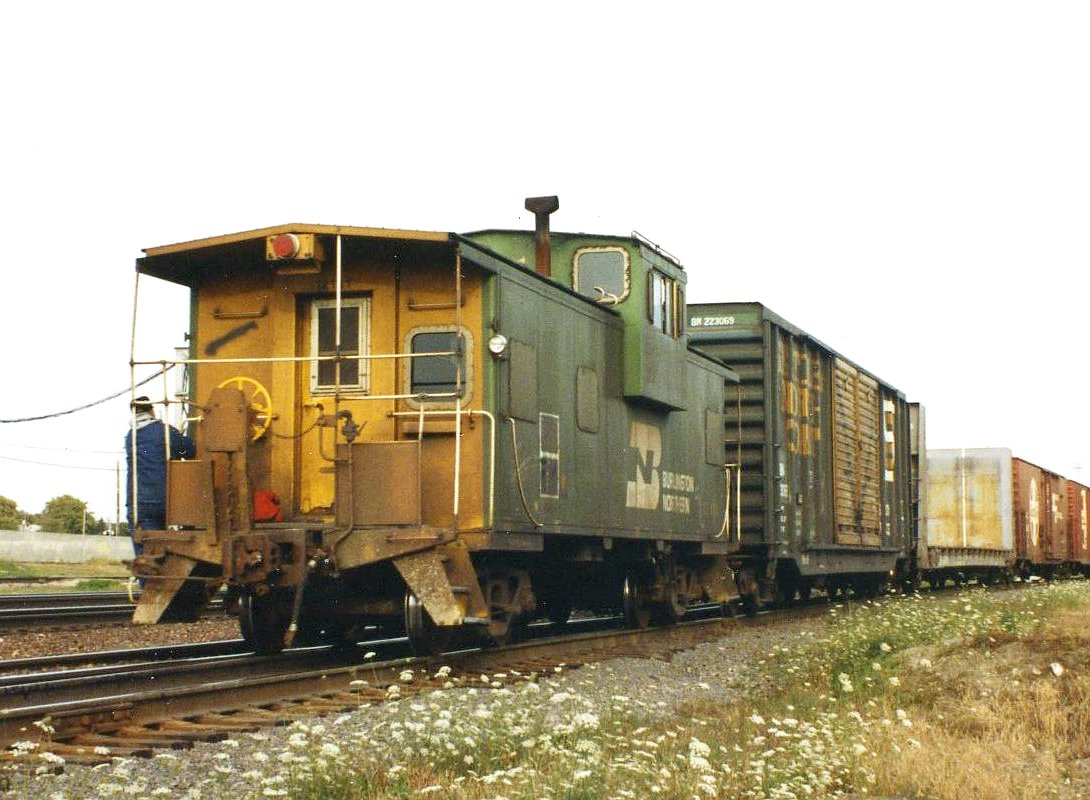

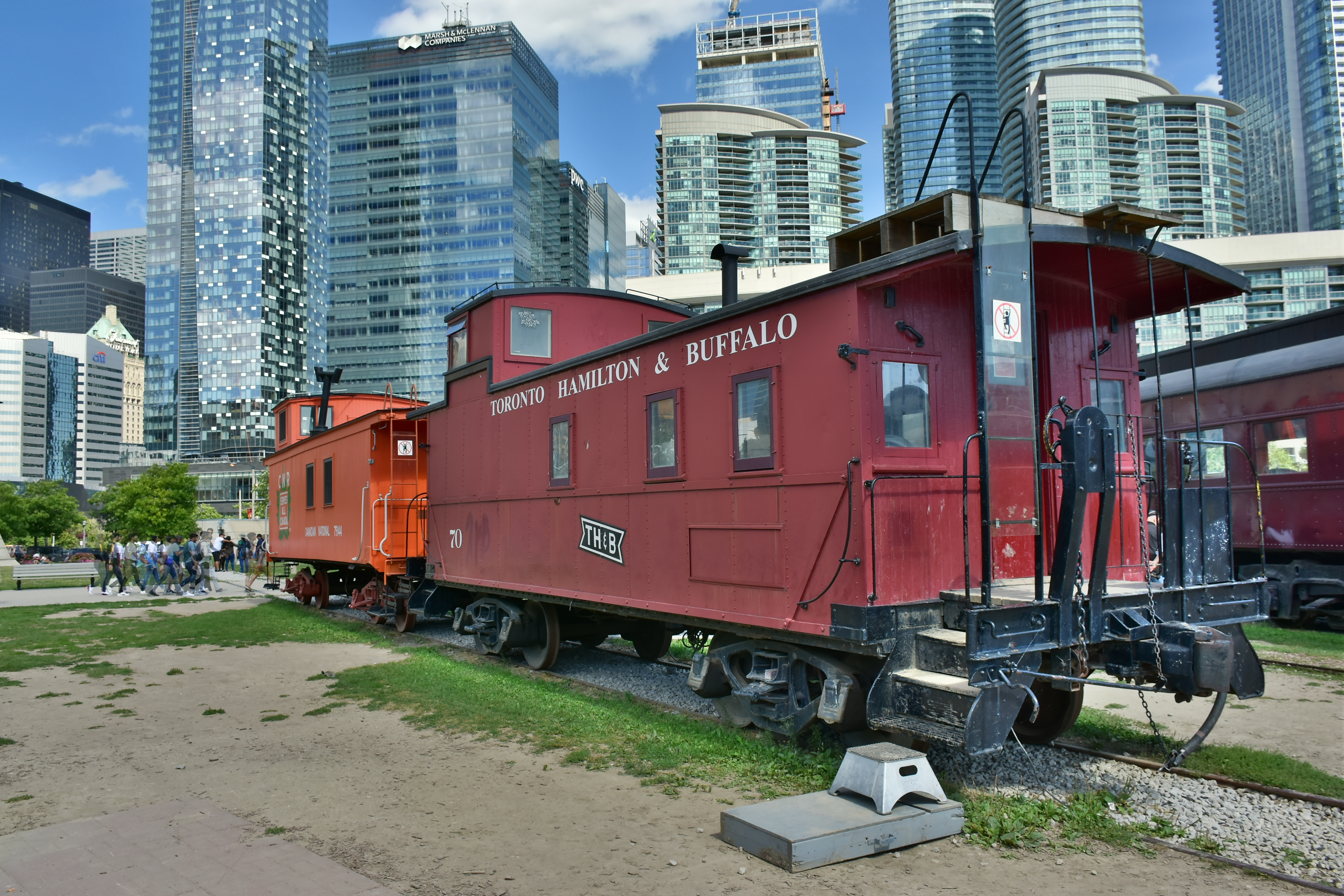
مِذنَب في جمعية للسكك الحديدية التاريخية

المِذْنَب أو السِّبِنْسَة هو عربة سكة حديد مأهولة في أمريكا الشمالية مقترنة بنهاية قطار شحن. يُتيح المِذنب المأوى للطاقم في نهاية القطار، الذين كانت مهمتهم تتضمن التبديل والتحويل ومراقبة نقل الحمولة وسلامة المعدات والبضائع والانتباه إلى المحاور المحمومة.